# Bartoszycki
Bartoszycki là một huyện thuộc tỉnh Warmińsko-Mazurskie của Ba Lan. Huyện có diện tích 1307 km². Đến ngày 1 tháng 1 năm 2011, dân số của huyện là 59873 người và mật độ 46 người/km².